# ViewSonic
ViewSonic Corporation (美商優派) es una empresa multinacional estadounidense de electrónica con sede en Brea (California), fundada en 1987 por su también presidente y director general, James Chu (de Taiwán). 
La compañía es uno de los principales fabricantes de productos de visualización, haciendo énfasis en monitores CRT, pantallas de LCD, pantallas de plasma, proyectores, televisiones HDTV y productos móviles, incluso tabletas y monitores inalámbricos; aunque su principal rama es la tecnología visual también fabrica periféricos, accesorios de red. 
La empresa se llamaba originalmente, Keypoint Technology Corporation, pero en 1993 Chu cambió el nombre al actual. La empresa opera en tres áreas relevantes: educación, empresarial y entretenimiento.  
La compañía tiene un capital en sus ventas de más de un billón (US) de dólares anuales en todo el mundo.